# Marco Ottoboni, I duca di Fiano
Marco Ottoboni, I duca di Fiano (Venezia, 23 marzo 1656 – Roma, 15 aprile 1725), è stato un nobile e militare italiano.

## Biografia
Marco Ottoboni nacque a Venezia nel 1656, figlio di Agostino (fratello del futuro papa Alessandro VIII) e della sua seconda moglie, Paolina Bernardo. Era fratellastro minore del principe Antonio Ottoboni.
Nominato cavaliere di San Marco dal senato di Venezia (titolo trasmissibile ai suoi discendenti), quando suo zio salì al soglio pontificio col nome di Alessandro VIII, ereditò da questi una ricchissima biblioteca composta da oltre 20.000 volumi, sia manoscritti che stampati. Dallo stesso pontefice, ottenne quindi la nomina a generale delle galee della marina pontificia ed a castellano di Castel Sant'Angelo. A differenza del fratello Antonio nel quale il pontefice riponeva ben poca fiducia a causa degli scandali finanziari dai quali era stato più volte investito, Marco seppe mantenersi in ottima posizione, sfruttando al meglio la posizione di vicinanza allo zio pontefice nel breve periodo del suo pontificato.
Con atto del 18 aprile 1690, per riconoscimento dello stesso Alessandro VIII, Marco ottenne il ducato di Fiano Romano che da poco era stato rivenduto alla Santa Sede da Orazio Ludovisi. Lo stesso duca acquistò poi dai Ludovisi anche il palazzo Fiano al Corso. Il 4 aprile 1723 acquistò per sé e per i propri discendenti una cappella gentilizia nella Basilica di San Lorenzo in Lucina, nei pressi del proprio palazzo, la quale venne dedicata a San Giuseppe ed abbellita dagli stessi Ottoboni con numerosi lasciti.
Alla sua morte, avvenuta a Roma il 15 aprile 1725, erede di Marco Ottoboni fu la figlia primogenita Maria Francesca (1715-1758), la quale nel 1731 sposò il principe Pietro Gregorio Boncompagni Ludovisi (1709-1747). Questi, in conformità con quanto indicato nel fedecommesso papale, prese il nome, le armi e i titoli degli Ottoboni e poté così continuare a perpetuarne la famiglia.

## Matrimoni e figli
Marco Ottoboni sposò in prime nozze il 1° ottobre 1690 Tarquinia Elisabetta Colonna (1677-1714), figlia di Egidio Colonna di Sciarra, III principe di Carbognano, e della sua seconda moglie, Anna Vittoria Altieri; la coppia non ebbe figli.
Pochi mesi dopo la morte della prima consorte, l'8 settembre 1714 Marco si risposò in seconde nozze con Maria Giulia Boncompagni (1695-1751), figlia di Gregorio Boncompagni, V duca di Sora e co-principe di Piombino e di sua moglie, Ippolita Ludovisi, principessa di Piombino.
La coppia ebbe due figlie:
- Maria Francesca (28 novembre 1715[4]-29 aprile 1758[5]), sposò nel 1731 suo cugino Pietro Gregorio Boncompagni Ludovisi;
- Maria Vittoria (29 novembre 1721-14 gennaio 1790[6]), sposò nel 1741 Gabrio Serbelloni, III duca di San Gabrio

## Albero genealogico
|                                 |   |                | Genitori |  |  | Nonni |  |  | Bisnonni             |  |  | Trisnonni       |  |
|                                 |   |                |          |  |  |       |  |  | Marcantonio Ottoboni |  |  | Ettore Ottoboni |  |
|                                 |   |                |          |  |  |       |  |  | Marcantonio Ottoboni |  |  | Ettore Ottoboni |  |
|                                 |   | …              |          |  |  |       |  |  | Marcantonio Ottoboni |  |  |                 |  |
| Marco Ottoboni                  |   |                |          |  |  |       |  |  | Marcantonio Ottoboni |  |  |                 |  |
|                                 |   | Dianora Basalù | …        |  |  |       |  |  |                      |  |  |                 |  |
|                                 |   | Dianora Basalù | …        |  |  |       |  |  |                      |  |  |                 |  |
|                                 |   | Dianora Basalù | …        |  |  |       |  |  |                      |  |  |                 |  |
| Agostino Ottoboni               |   | Dianora Basalù |          |  |  |       |  |  |                      |  |  |                 |  |
|                                 |   | …              | …        |  |  |       |  |  |                      |  |  |                 |  |
|                                 |   | …              | …        |  |  |       |  |  |                      |  |  |                 |  |
|                                 |   | …              | …        |  |  |       |  |  |                      |  |  |                 |  |
| Vittoria Tornielli              |   | …              |          |  |  |       |  |  |                      |  |  |                 |  |
|                                 |   | …              | …        |  |  |       |  |  |                      |  |  |                 |  |
|                                 |   | …              | …        |  |  |       |  |  |                      |  |  |                 |  |
|                                 |   | …              | …        |  |  |       |  |  |                      |  |  |                 |  |
| Marco Ottoboni, I duca di Fiano |   | …              |          |  |  |       |  |  |                      |  |  |                 |  |
|                                 | … | …              |          |  |  |       |  |  |                      |  |  |                 |  |
|                                 | … | …              |          |  |  |       |  |  |                      |  |  |                 |  |
|                                 | … | …              |          |  |  |       |  |  |                      |  |  |                 |  |
| …                               | … |                |          |  |  |       |  |  |                      |  |  |                 |  |
|                                 |   | …              | …        |  |  |       |  |  |                      |  |  |                 |  |
|                                 |   | …              | …        |  |  |       |  |  |                      |  |  |                 |  |
|                                 |   | …              | …        |  |  |       |  |  |                      |  |  |                 |  |
| Paolina Bernardo                |   | …              |          |  |  |       |  |  |                      |  |  |                 |  |
|                                 |   | …              | …        |  |  |       |  |  |                      |  |  |                 |  |
|                                 |   | …              | …        |  |  |       |  |  |                      |  |  |                 |  |
|                                 |   | …              | …        |  |  |       |  |  |                      |  |  |                 |  |
| …                               |   | …              |          |  |  |       |  |  |                      |  |  |                 |  |
|                                 |   | …              | …        |  |  |       |  |  |                      |  |  |                 |  |
|                                 |   | …              | …        |  |  |       |  |  |                      |  |  |                 |  |
|                                 |   | …              | …        |  |  |       |  |  |                      |  |  |                 |  |
|                                 |   | …              |          |  |  |       |  |  |                      |  |  |                 |  |